# Saint-Arsène
Pour les articles homonymes, voir Saint Arsène et Arsène.
Saint-Arsène  est une municipalité de paroisse du Québec située dans la MRC de Rivière-du-Loup dans le Bas-Saint-Laurent.

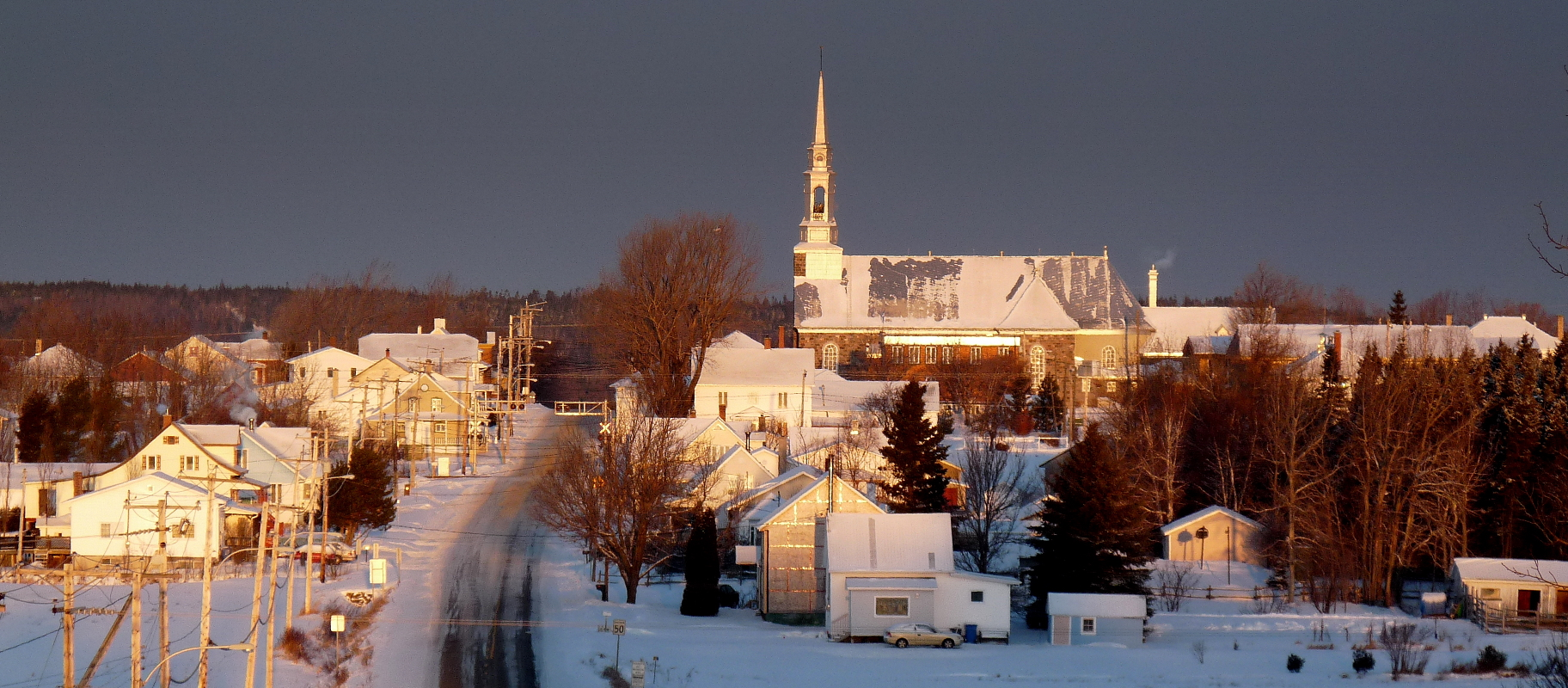
Le village de Saint-Arsène en décembre 2008.

## Toponymie
L'appellation retenue rend hommage à l'abbé Joseph-Arsène Mayrand (°1811 - +1895). On désirait également célébrer les vertus de son saint patron, Arsène de Scété, diacre et anachorète du IVe ou du Ve siècle.

## Histoire
Première paroisse formée à l'intérieur des terres dans le diocèse de Rimouski en 1846, Saint-Arsène a donné naissance à la municipalité de la paroisse créée en 1855.

## Géographie
Saint-Arsène est distante d'une quinzaine de kilomètres de Rivière-du-Loup.
À partir de son crénon, dans le nord est de la municipalité, la rivière des Vases coule vers le nord-est.
La rivière Verte traverse la sud-est de la municipalité vers le nord-est où la rivière Cacouna, venant du sud, a sa confluence.

## Démographie
| 1996  | 2001  | 2006  | 2011  | 2016  | 2021  |
| ----- | ----- | ----- | ----- | ----- | ----- |
| 1 198 | 1 156 | 1 151 | 1 253 | 1 230 | 1 245 |

## Administration
Les élections municipales se font en bloc pour le maire et les six conseillers.
| Saint-Arsène Maires depuis 2003                                                                                      |                |         |          |
| Élection | Maire          | Qualité | Résultat |
| 2003 | Gaétan Michaud |         | Voir     |
| 2005 | Gaétan Michaud | Voir    |          |
| 2009 | André Roy      |         | Voir     |
| 2013 | Claire Bérubé  |         | Voir     |
| 2017 | Mario Lebel    |         | Voir     |
| 2021 | Mario Lebel    | Voir    |          |
| Élection partielle en italique Depuis 2005, les élections sont simultanées dans toutes les municipalités québécoises |                |         |          |

## Économie
La prospérité de la municipalité est assurée par une industrie laitière d'importance, de même que par la culture de pommes de terre de semence réputée. De plus, on y retrouve des fraisières réputées pour leurs excellents produits telles que la Fraisière Belzile et la Fraisière Lebel.

## Projet Terravent
Le territoire de Saint-Épiphane a été pressenti, ces dernières années, pour accueillir un important projet éolien. La compagnie SkyPower, de Toronto, proposait en effet de construire dans les municipalités de L'Isle-Verte, Saint-Arsène, Saint-Épiphane et, dans une moindre mesure à Cacouna, un parc éolien de près de 170 MW de puissance et comptant près de 114 éoliennes au total. Ce projet très controversé devait être construit à proximité de sites ornithologiques importants et au cœur d'un territoire habité et fortement valorisé pour la beauté de ses paysages. Le Bureau d'audiences publiques en environnement ayant déposé un rapport  défavorable au projet, des discussions entre le promoteur et les élus locaux avaient permis de modifier le plan d'implantation projeté pour en atténuer les impacts. La compagnie SkyPower a toutefois annoncé, en décembre 2008, qu'elle abandonnait le projet jugé désormais non-rentable.

## Lieux et monuments
Son église de pierre, encore debout aujourd'hui, a été érigée en 1869, pour remplacer une chapelle en bois.

## Galerie

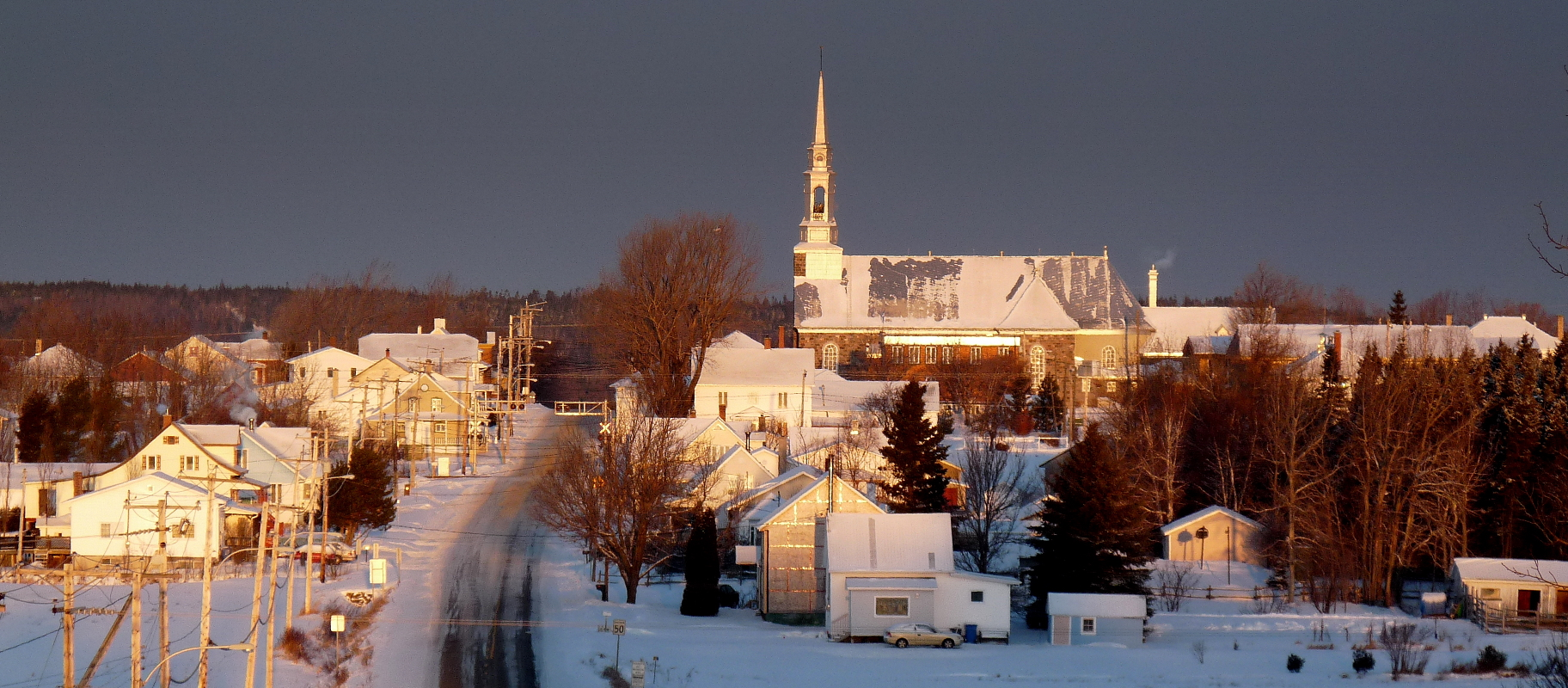
Vue du village de Saint-Arsène vers le nord.
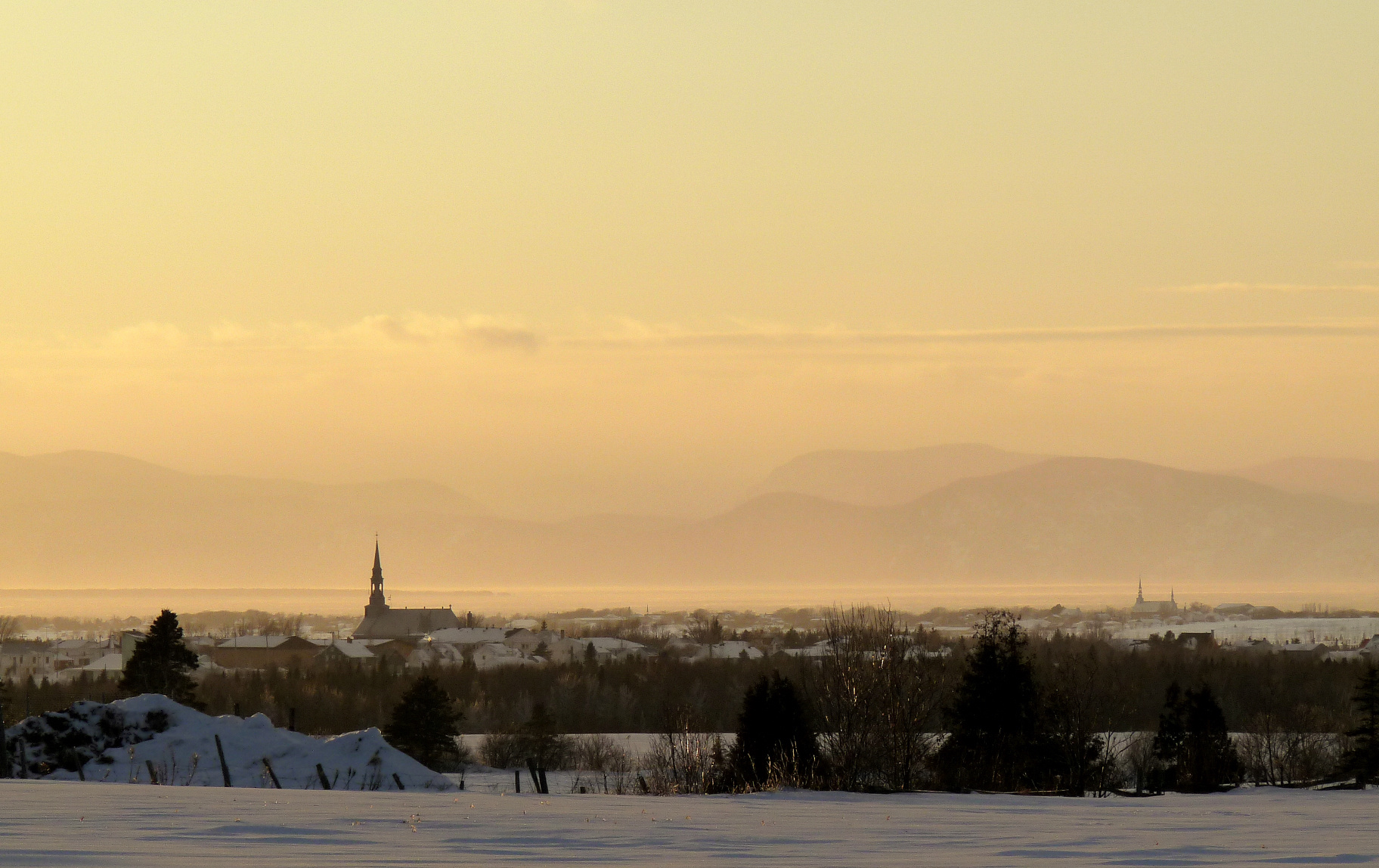
Vue des villages de Saint-Arsène (premier plan) et de Cacouna (second plan) vers le nord.

### articles connexes
- Administration territoriale du Bas-Saint-Laurent
- MRC Rivière-du-Loup
- Fleuve Saint-Laurent
- Rivière des Vases